# Magyarországi Nepomuki Szent János-domborművek listája
A magyarországi Nepomuki Szent János-domborművek listája azokat a Magyarország területén közterületen vagy közösségi térben megtalálható kihelyezett domborműveket gyűjti egybe, amelyek az 1729-ben szentté avatott Nepomuki Szent János alakját, legendáriumának jeleneteit vagy elterjedt ikonográfiai attribútumait ábrázolják. Ennek megfelelően a közgyűjteményekben őrzött vagy rendeltetési helyhez nem kötött, több példányban előállított kisplasztikai művek (plakettek, érmek stb.) nem kerültek be a felsorolásba.
A domborművek jelentős része az országszerte felállított Nepomuki Szent János-emlékek (szobrok, oszlopok) kísérőeleme, faragott díszítése, amely jellemzően a szobor posztamensén jelenik meg, de megtalálni közöttük szakrális kisemlékek (kőkeresztek, kőoszlopok stb.), templomok vagy kápolnák oltárainak, klenódiumainak faragványait is. Kisebb számban ugyan, de önálló alkotások is találhatóak a felsorolásban, közülük kiemelendő a domborművek sorában legkorábbi, a Kenderes melletti Bánhalmán, az egykori Kakat-ér hídja közelében 1736-ban emelt képoszlop, amelynek domborműve Nepomuki János vértanúhalálát, Moldvába vetését ábrázolja.
| Település                         | Vármegye               | Időpont           | Stílus              | Ábrázolás                     | Leírás | Koordináta                                               | Fénykép    |
| --------------------------------- | ---------------------- | ----------------- | ------------------- | ----------------------------- | --- | -------------------------------------------------------- | ---------- |
| Abda                              | Győr-Moson-Sopron      | 18. század közepe | barokk              | megdicsőülés                  | A római katolikus templom mögött álló Nepomuki Szent János-szobor posztamensének homlokoldalán a vértanúságot szenvedő kanonok mennybevételét, megdicsőülését ábrázoló jelenet. A stilizált felhőn angyalok támogatta Nepomuki János álló alakja papi ornátusban (reverenda, almúcium), de hajadonfőtt, magasra emelt baljában korpusz nélküli kereszttel, a feje fölött szétnyíló felhőkből felé áradó dicsfénnyel. | é. sz. 47,69498°, k. h. 17,53968°47.694980°N 17.539680°E | Képgaléria |
| Attala                            | Tolna                  | 1793              | barokk              | vértanúhalál                  | A Nepomuki Szent János-szobor posztamensének homlokoldalán látható dombormű a szent vértanúságát, Moldvába vetését ábrázolja. Az ötlyukú hídon hat katona áll, alattuk Nepomuki János fekvő helyzetben a víz felé zuhanó alakja. A szent papi ornátusban (reverenda, karing, mocétum, cipő), baljában korpusz nélküli kereszttel, jobbjában birétumával, feje körül dicsfénnyel. | é. sz. 46,37382°, k. h. 18,06510°46.373820°N 18.065100°E | Képgaléria |
| Balsa                             | Szabolcs-Szatmár-Bereg | 2013              |                     | megdicsőült szent             | Külterületen, a balsai komp Tisza-parti révépületének keleti homlokzatán 2016-ban készült, a megdicsőült Nepomuki Szent Jánost ábrázoló korong alakú, kb. 25 cm-es átmérőjű dombormű. A deréktól felfelé ábrázolt szent papi ornátusban (karing, galléros prémmocétum, kolláré, birétum), baljával mellkasára nyalábolt feszülettel, a kereszt talpát tartó jobbjában pálmaággal, feje körül csillagkoszorúval. A dombormű körirata: „Balsa, 2013. május 16. / Nepomuki Szent János”, alatta egy falra rögzített tábla örökíti meg a készíttető szervezetek és személyek névsorát, valamint az avatás dátumát. | é. sz. 48,17724°, k. h. 21,53755°48.177240°N 21.537550°E | Képgaléria |
| Bátaszék                          | Tolna                  | 1794              | késő barokk         | vértanúhalál                  | A Szentháromság-oszlop posztamensének keleti oldalán, a prágai híd előterében a Moldva hullámain lebegő Nepomuki János holttestét ábrázoló dombormű. A szent papi ornátusban (reverenda, karing, prémmocétum, birétum, cipő), baljában korpusz nélküli kereszttel, teste elé ejtett jobbjában pálmaággal. A kártus felső részén, felhőgomolyagok mögött két angyal, figyelmük a dicsfénnyel bevont szent nyelvereklyére irányul. | é. sz. 46,18753°, k. h. 18,72513°46.187530°N 18.725130°E | Képgaléria |
| Bátaszék                          | Tolna                  |                   | provinciális        | megdicsőült szent             | A 18. századi Segítő Szűz Mária-kápolna nyugati oldalán álló kőkereszt szárán, félköríves záródású tükörben kidolgozott dombormű. Az álló szent papi ornátusban (reverenda, karing, stóla, mocétum, birétum), mellkasa elé emelt jobbjában nyugvó, korpusz nélküli kereszttel, leeresztett baljában bibliával, a kereszt fölött elrévedő tekintettel. | é. sz. 46,19263°, k. h. 18,72462°46.192630°N 18.724620°E | Képgaléria |
| Budapest V. kerület, Belváros     | Budapest               |                   |                     | ravatalozás                   | Az Egyetemi templom evangéliumi oldalán, a Sasvári Fájdalmas Szűzanya-oltár Nepomuki Szent Jánost ábrázoló predelladomborműve. A fekete gyászlepellel borított ravatalon, halottas párnán fekvő szent papi ornátusban (csizma, reverenda, csipkeszegélyű karing, almúcium, birétum), hasán összekulcsolt, korpusz nélküli kereszten nyugvó kezekkel, megnyíló felhők közül testét érő dicsfénynyalábokkal. | é. sz. 47,49078°, k. h. 19,05815°47.490780°N 19.058150°E | Képgaléria |
| Budapest XXIII. kerület, Soroksár | Budapest               | 1785 körül        | késő barokk         | vértanúhalál                  | A Gyáli-csatorna hídjánál álló Nepomuki Szent János-szobor posztamensének homlokoldalán látható, a szent vértanúhalálát, Moldvába vetését ábrázoló dombormű. A háromlyukú kőhídon öt fegyveres, Nepomuki János fekvő helyzetben, papi ornátusba öltözve (csizma, reverenda, palást) zuhan a Moldva habjai felé, fejéről levert birétuma külön zuhan. | é. sz. 47,39489°, k. h. 19,11721°47.394890°N 19.117210°E | Képgaléria |
| Bükkösd                           | Baranya                | 1808              |                     | megdicsőült szent (szobor)    | A római katolikus templom 1808-ban Pécsett, Weinbert Péter műhelyében öntött, 2014-ben leszerelt és a templom előtti parkban elhelyezett bronzharagján, rombuszmintás szalagkeretben elhelyezett, a megdicsőült szent szobrát ábrázoló dombormű. A barokk stílusú, kétoldalán volutákkal szegélyezett posztamensen álló figura papi ornátusban (csizma, gombsoros reverenda, csipkeszegélyű karing, stóla, almúcium, birétum), vállmagasságba emelt jobbjával feltartott, korpusz nélküli kereszttel, baljával mellkasára szorított pálmaággal. | é. sz. 46,10536°, k. h. 17,99046°46.105360°N 17.990460°E | Képgaléria |
| Csákánydoroszló                   | Vas                    | 18. század        | barokk              | vértanúhalál                  | A nagycsákányi településrészen, a Batthyány-kastély egykori parkjában, út mentén a 18. században emelt, barokk stílusú, festett kőszobor posztamensén látható, a szent vértanúhalálát, Moldvába vetését ábrázoló, erősen rongált dombormű látható. A plasztikán a négylyukú kőhídon és a folyó hullámain kívül csak két fegyveres alakja vehető ki. | é. sz. 46,96966°, k. h. 16,50068°46.969660°N 16.500680°E | Képgaléria |
| Csesztreg                         | Zala                   | 1992              | provinciális        | portré                        | A római katolikus templom közelében, utak találkozásánál, két egymásra helyezett malomkőből kialakított posztamensen álló, szoborfülkeszerűen kialakított fatábla félköríves záródású mélyedésében a birétumot viselő szent domborműves portréja. A dombormű alatti felirat a csesztregi vízimolnároknak állít emléket, valamint a szobrot állíttató Falubarát Egyesület nevét és a szoborállítás évét örökíti meg. | é. sz. 46,71982°, k. h. 16,51381°46.719820°N 16.513810°E | Képgaléria |
| Csongrád                          | Csongrád-Csanád        | 2006              |                     | portré                        | A Nepomuki Szent János-kút csapjának keleti oldalán látható bronz dombormű, Krasznai János alkotása. A torzóban, mellkastól fölfelé ábrázolt szent papi ornátusban (karing, prémmocétum, mellkereszt), de hajadonfőtt, baljával kifogyhatatlan kancsóból vizet önt, feje körül glóriával, lehajtott fejjel, lehunyt szemekkel. | é. sz. 46,71092°, k. h. 20,16405°46.710920°N 20.164050°E | Képgaléria |
| Darnózseli                        | Győr-Moson-Sopron      | 2006              |                     | portré                        | A mosondarnói római katolikus templomban, a szentély evangéliumi oldalán, a sekrestyeajtónál a falon látható dombormű, Petrás Mária 2006-ban készült alkotás. Csúcsíves záródású, szegecselt horganylemezzel, mozaikkal kitöltött mezőben Nepomuki János papi ornátusba öltözött alakja (karing, palást, birétum), baljával mellkasára nyalábolt pálmaággal, kezében korpusz nélküli kereszttel, feje körül dicsfénnyel, lehajtott fejjel, lehunyt szemekkel. | é. sz. 47,85151°, k. h. 17,42715°47.851510°N 17.427150°E | Képgaléria |
| Erdőtarcsa                        | Nógrád                 | 1790 körül        |                     | adoráló szentek körében       | Az 1790-ben felépült római katolikus Mindenszentek-templom késő barokk főoltárán, a retabulumon elhelyezett, tört ívű záradékkal keretezett, aranyozott fa dombormű. Felső regiszterében a Szentháromság a megkoronázott Szűz Máriával, alul a nekik hódoló szentek csoportjában, középen NSZJ látható. Felhőgomolyagon térdel papi ornátusban (reverenda, csipkeszegélyű karing, almúcium), de hajadonfőtt. Attribútumok nélkül ábrázolták, két kezét a mellkasán egymásra teszi. | é. sz. 47,76002°, k. h. 19,53747°47.760020°N 19.537470°E | Képgaléria |
| Gödöllő                           | Pest                   | 18. század közepe | barokk              | gyóntatás                     | Az 1749-ben felszentelt gödöllői kastélykápolna feltehetőleg egykorú mennyezeti stukkódíszei. A háromszakaszos hajó boltozatain, stukkóból kialakított, rokokó stílusú kártusban, festett háttér előtti stukkófigurák elevenítik fel Nepomuki János legendáriumának egy-egy jelenetét. 1. János a cseh királynét gyóntatja: baldachinszerűen alálógó súlyos drapériák alatt a kétosztatú gyóntatófülke bal oldali, kisajtóval zárt részén Nepomuki János ül almúciumban, fején birétummal, a gyóntatórácshoz hajolva, amelynek túloldalán a cseh királyné térdel. 2. János zarándoklata az altbunzlaui Mária-kegyképhez: Nepomuki zarándokruhában, övére tűzött kalappal, jobbjában bunkós végű zarándokbottal, kinyújtott baljában rózsafüzérrel, virágos, dombos tájon a kép jobb oldalán álló altbunzlaui templomhoz közelít, amelynek karzatablakán sugárkévék törnek elő. 3. János vízbe vetése: háromlyukú kőhíd közepén négy katona fogja közre a mellvédre már feltérdeltetett, papi ornátusban (gombsoros reverenda, csipkeszegélyű karing, almúcium, birétum) ábrázolt, két kezével halotti keresztet tartó Nepomuki Jánost; a víz felszínén a holttestének későbbi csodálatos megtalálására utaló öt csillag úszik, jobbról templom látható. | é. sz. 47,59608°, k. h. 19,34681°47.596080°N 19.346810°E |            |
| Gödöllő                           | Pest                   | 18. század közepe | barokk              | altbunzlaui Mária-zarándoklat | Az 1749-ben felszentelt gödöllői kastélykápolna feltehetőleg egykorú mennyezeti stukkódíszei. A háromszakaszos hajó boltozatain, stukkóból kialakított, rokokó stílusú kártusban, festett háttér előtti stukkófigurák elevenítik fel Nepomuki János legendáriumának egy-egy jelenetét. 1. János a cseh királynét gyóntatja: baldachinszerűen alálógó súlyos drapériák alatt a kétosztatú gyóntatófülke bal oldali, kisajtóval zárt részén Nepomuki János ül almúciumban, fején birétummal, a gyóntatórácshoz hajolva, amelynek túloldalán a cseh királyné térdel. 2. János zarándoklata az altbunzlaui Mária-kegyképhez: Nepomuki zarándokruhában, övére tűzött kalappal, jobbjában bunkós végű zarándokbottal, kinyújtott baljában rózsafüzérrel, virágos, dombos tájon a kép jobb oldalán álló altbunzlaui templomhoz közelít, amelynek karzatablakán sugárkévék törnek elő. 3. János vízbe vetése: háromlyukú kőhíd közepén négy katona fogja közre a mellvédre már feltérdeltetett, papi ornátusban (gombsoros reverenda, csipkeszegélyű karing, almúcium, birétum) ábrázolt, két kezével halotti keresztet tartó Nepomuki Jánost; a víz felszínén a holttestének későbbi csodálatos megtalálására utaló öt csillag úszik, jobbról templom látható. | é. sz. 47,59608°, k. h. 19,34681°47.596080°N 19.346810°E |            |
| Gödöllő                           | Pest                   | 18. század közepe | barokk              | vértanúhalál                  | Az 1749-ben felszentelt gödöllői kastélykápolna feltehetőleg egykorú mennyezeti stukkódíszei. A háromszakaszos hajó boltozatain, stukkóból kialakított, rokokó stílusú kártusban, festett háttér előtti stukkófigurák elevenítik fel Nepomuki János legendáriumának egy-egy jelenetét. 1. János a cseh királynét gyóntatja: baldachinszerűen alálógó súlyos drapériák alatt a kétosztatú gyóntatófülke bal oldali, kisajtóval zárt részén Nepomuki János ül almúciumban, fején birétummal, a gyóntatórácshoz hajolva, amelynek túloldalán a cseh királyné térdel. 2. János zarándoklata az altbunzlaui Mária-kegyképhez: Nepomuki zarándokruhában, övére tűzött kalappal, jobbjában bunkós végű zarándokbottal, kinyújtott baljában rózsafüzérrel, virágos, dombos tájon a kép jobb oldalán álló altbunzlaui templomhoz közelít, amelynek karzatablakán sugárkévék törnek elő. 3. János vízbe vetése: háromlyukú kőhíd közepén négy katona fogja közre a mellvédre már feltérdeltetett, papi ornátusban (gombsoros reverenda, csipkeszegélyű karing, almúcium, birétum) ábrázolt, két kezével halotti keresztet tartó Nepomuki Jánost; a víz felszínén a holttestének későbbi csodálatos megtalálására utaló öt csillag úszik, jobbról templom látható. | é. sz. 47,59608°, k. h. 19,34681°47.596080°N 19.346810°E | Képgaléria |
| Győr                              | Győr-Moson-Sopron      | 1776 körül (?)    | barokk              | vértanúhalál                  | Az 1776-ban felépült nádorvárosi (volt kamilliánus) templomban, a hajó második leckeoldali oldalkápolnájában álló, copf stílusú Nepomuki Szent János-mellékoltáron, a retabulum alsó részén elhelyezett, Nepomuki János vértanúságát, Moldvába vetését ábrázoló, festett fa dombormű. A szent kötéllel összekötött kezekkel és lábakkal, hasmánt zuhan a háromlyukú kőhíd mellvédjéről a víz felé, körülötte hét férfialak (katonák, polgárok), ketten épp az imént taszították le a hídról a papot. | é. sz. 47,67827°, k. h. 17,63221°47.678270°N 17.632210°E | Képgaléria |
| Hajós                             | Bács-Kiskun            | 18. század közepe | barokk              | vértanúhalál                  | A római katolikus templom előtt álló Nepomuki Szent János-szobor posztamensének hátoldalán a szent vértanúhalálát követően holtteste megtalálását ábrázoló dombormű. A háttérben a Moldva hídja és Prága épülettornyai, előtérben a vízbe ölt vértanú partra sodródott holtteste, lába még a hullámokban, egyébként papi ornátusban (karing, prémmocétum), felemelt jobbjában korpusz nélküli kereszttel, feje körül a tetemének megtalálását segítő öt csillag. | é. sz. 46,39955°, k. h. 19,11340°46.399550°N 19.113400°E | Képgaléria |
| Jánossomorja                      | Győr-Moson-Sopron      | 1746 körül        | barokk              | vértanúhalál                  | A mosonszentjánosi római katolikus templom mellett álló Nepomuki Szent János-szobor posztamensének homlokoldalán a szent vértanúhalálát, Moldvába vetését ábrázoló dombormű (2020-ban sérült, a figurák hiányoznak). | é. sz. 47,78427°, k. h. 17,13332°47.784270°N 17.133320°E | Képgaléria |
| Kenderes-Bánhalma                 | Jász-Nagykun-Szolnok   | 1737              | barokk              | vértanúhalál                  | Az egykori Kakat-ér közelében, emelvényen álló, hasáb alakú, sátortetős, meszelt emlékoszlopon elhelyezett dombormű, amely a szent vértanúságának, Moldvába vetésének jelenetét ábrázolja. Ezen a helyen több forrás említi a Nepomuki Szent János vértanúságának, Moldvába vetésének jelenetét ábrázoló barokk kőszobrot, a budai Hörger Antal 1737-ben készült alkotását. A dombormű feltehetően a mára elpusztult szobor posztamenséhez tartozott. A Moldva hídján álló kilenc katona gyűrűjében kivehető a kétoldalról egy-egy fegyveres által megragadott, térdre rogyó, jobbjában korpusz nélküli keresztet tartó, birétumot viselő, lehajtott fejű szent alakja. A dombormű fölött elhelyezett 1736-os felirat az 1723-ban itt állított, azóta szintén elpusztult kőhídnak és az építést elrendelő III. Károly magyar királynak (VI. Károly néven német-római császárnak) állít emléket. | é. sz. 47,30905°, k. h. 20,61241°47.309050°N 20.612410°E | Képgaléria |
| Koroncó                           | Győr-Moson-Sopron      | 18. század        | barokk              | vértanúhalál                  | A Sokorói-Bakony-ér hídjánál álló Nepomuki Szent János-szobor posztamensének homlokoldalán a szent vértanúságát, Moldvába vetését ábrázoló dombormű. A kétlyúkú kőhídon négy katona figyeli a fejjel előre alábukó kanonokot. | é. sz. 47,60547°, k. h. 17,52285°47.605470°N 17.522850°E | Képgaléria |
| Mernye                            | Somogy                 | 1794              | késő barokk         | vértanúhalál                  | Az Orci-patak hídjánál álló Nepomuki Szent János-szobor posztamensének homlokoldalán, füzérdíszes kártusban a szent vértanúságát, Moldvába ölésének jelenetét ábrázoló dombormű. A háromlyukú kőhídon álló öt katona a folyóba hanyattfekvő helyzetben alázuhanó Nepomuki Jánost figyeli, a szent papi ornátusban (reverenda, karing, prémmocétum), baljában korpusz nélküli kereszttel, jobbjában birétumával, feje körül dicsfénnyel. | é. sz. 46,50651°, k. h. 17,82512°46.506510°N 17.825120°E | Képgaléria |
| Mindszent                         | Csongrád-Csanád        | 2008              |                     | megdicsőült szent             | A Baks–Mindszent közötti Tisza-komp fedélzetén, a védőkorlátra rögzített deszkalapon 2008-ban csemperagasztóból készült dombormű, Annus Gábor alkotása. A portréban ábrázolt szent papi ornátusban (prémmocétum, birétum), jobbjában feszülettel, baljában nyelvereklyéjével, feje körül öt csillaggal, a csillagokban latin jelmondatának betűivel (tacui, a. m. ’hallgattam’). | é. sz. 46,53326°, k. h. 20,16304°46.533260°N 20.163040°E | Képgaléria |
| Monostorapáti                     | Veszprém               | 1760 körül        | provinciális barokk | vértanúhalál                  | Az 1759-ben felszentelt római katolikus templom 1760 körül készült szószékén, a palást rocaille-keretes kártusában Nepomuki János Moldvába vetését, vértanúhalálát ábrázoló, provinciális barokk stílusú, festett-aranyozott fa dombormű. A háromlyukú kőhídon három fegyveres katona áll a mellvédnél, Nepomuki János fekvő helyzetben már a víz felé zuhan. Papi ornátusban (reverenda, karing, prémmocétum), de hajadonfőtt látható, baljában korpusz nélküli kereszttel. Zuhanó alakja körül négy csillag, utalásul a holtteste későbbi csodás megtalálásra utaló legendára. | é. sz. 46,92491°, k. h. 17,55379°46.924910°N 17.553790°E | Képgaléria |
| Mór-Árkipuszta                    | Fejér                  | 1745 körül        | barokk              | gyóntatás                     | A Nepomuki Szent János-kápolna oltárpredellájának bal oldalán, négyzet alakú kártusban a cseh királynét gyóntató Nepomuki Jánost ábrázoló, részben aranyozott dombormű. A gyóntatószékben ülő szent papi ornátusban (cipő, reverenda, karing, prémmocétum), ölébe ejtett bal kézzel, arcát jobb kezébe temeti, a gyóntatórács túloldalán a térdeplő cseh királyné látható. A pilaszterekkel keretezett, párkánnyal lezárt, árkádívekkel ábrázolt gyóntatószék fölött félköríves ablak és oszlopon nyugvó boltív látható. | é. sz. 47,40223°, k. h. 18,22337°47.402230°N 18.223370°E | Képgaléria |
| Mór-Árkipuszta                    | Fejér                  | 1745 körül        | barokk              | vértanúhalál                  | A Nepomuki Szent János-kápolna oltárpredellájának jobb oldalán, négyzet alakú kártusban Nepomuki János vértanúhalálának jelenetét ábrázoló, részben aranyozott dombormű. A háromlyukú kőhídként ábrázolt prágai hídon nyolc fegyveres áll, a középen álló alak éppen a kanonokot taszítja át a híd mellvédjén. A fejjel előre, a hídnak háttal zuhanó szent papi ornátusban (cipő, reverenda, karing), karjait tehetetlenül széttárja, fejéről leeső birétuma már csaknem a Moldva habjait éri. A jelenet hátterében, a Moldva árja mögött három templom látható. | é. sz. 47,40223°, k. h. 18,22337°47.402230°N 18.223370°E | Képgaléria |
| Mór-Árkipuszta                    | Fejér                  | 1745 körül        | barokk              | altbunzlaui Mária-zarándoklat | A Nepomuki Szent János-kápolna oltárán, a tabernákulum homloksíkján, ívelt trapéz alakú kártusban látható, részben aranyozott dombormű, Nepomuki János zarándoklatát ábrázolja az altbunzlaui (Stará Boleslav-i) templom Mária-képéhez. A kártus jobb oldalán a domboldalra épült templom, a balról közeledő Nepomuki János papi ornátusban (reverenda, karing, prémmocétum, birétum), előrenyújtott baljában rózsafüzérrel, jobbjával vándorbotra támaszkodik. Legfelül négyzetes betétben a Mária-kép (a Madonna és a kisded ábrázolása) látható. Az ábrázolás ikonográfiai szempontból szokatlan eleme, hogy Nepomuki János vízben gázol, előtte pár lépéssel a habokból kibontakozó kígyószerű, szárnyas lény menekül a kanonok elől. | é. sz. 47,40223°, k. h. 18,22337°47.402230°N 18.223370°E | Képgaléria |
| Mosonmagyaróvár                   | Győr-Moson-Sopron      | 1744              | barokk              | gyóntatás                     | A Nepomuki Szent János-oszlop ívelt háromszög alapú posztamensének egyik oldalán, lant alakú, barokkos vonalvezetésű kártusban a cseh királynét gyóntató Nepomuki Jánost ábrázoló dombormű. A gyóntatószékben ülő szent papi ornátusban (reverenda, karing, mocétum, birétum, cipő), ölébe ejtett baljában bibliával, feloldozást nyújtó, felemelt jobb kézzel, a gyóntatórács túloldalán térdeplő, összekulcsolt kezű cseh királyné látható. A kép jobb szélén a gyónási titok szentségét megtörő, hallgatózó apród áll. A jelenet fölött tornyosuló felhők közt két angyal, egyikük ereklyetartót, másikuk kulcsot tart. A felhőkből három további angyalfej bontakozik ki. | é. sz. 47,87899°, k. h. 17,27120°47.878990°N 17.271200°E | Képgaléria |
| Mosonmagyaróvár                   | Győr-Moson-Sopron      | 1744              | barokk              | kínvallatás                   | A Nepomuki Szent János-oszlop ívelt háromszög alapú posztamensének egyik oldalán, lant alakú, barokkos vonalvezetésű kártusban a cseh király parancsára Nepomuki Jánosból kínvallatással igyekeznek kiszedni a királyné meggyónt titkait. A kép bal szélén álló szent papi ornátusban (reverenda, karing, mocétum), de hajadonfőtt, kezét tiltakozóan felemeli, hátulról egy udvari ember tartja erősen. Előtte díszes asztalka, alatta a földön béklyók és vasláncok. A jobboldalt trónján ülő cseh király parancsot intő mozdulattal, balján a gyóntatási jelenetben látható apród, könnyed, bizalmas testtartásban a királyhoz hajolva beszél. A jelenet fölött tornyosuló felhők közt egy angyal és négy angyalfej. | é. sz. 47,87899°, k. h. 17,27120°47.878990°N 17.271200°E | Képgaléria |
| Mosonmagyaróvár                   | Győr-Moson-Sopron      | 1744              | barokk              | vértanúhalál                  | A Nepomuki Szent János-oszlop ívelt háromszög alapú posztamensének egyik oldalán, lant alakú, barokkos vonalvezetésű kártusban Nepomuki János vértanúhalálának jelenete. Az ötlyukú prágai kőhídon tíz fegyveres áll, ketten éppen a kanonokot taszítják át a híd mellvédjén. Az oldaltfekvő helyzetben zuhanó Nepomuki János papi ornátusban (reverenda, karing, prémmocétum), de hajadonfőtt és mezítláb, baljával zuhantában is az eskü gesztusát formálja, tekintetét gyilkosaira emeli. A jelenet fölötti felhőkben két angyal ül, egyikük kezépen pálmaággal. | é. sz. 47,87899°, k. h. 17,27120°47.878990°N 17.271200°E | Képgaléria |
| Nagyberki                         | Somogy                 | 1812              | barokk              | vértanúhalál                  | A Vigyázó-kastély parkjában álló Nepomuki Szent János-szobor posztamensének homlokoldalán a szent vértanúságát ábrázoló dombormű látható. Két katona a prágai Károly hídról éppen a Moldvába veti a híd mellvédjén fejjel előre átbukó Nepomuki Jánost. | é. sz. 46,36456°, k. h. 18,00871°46.364560°N 18.008710°E | Képgaléria |
| Nagykanizsa-Bagola                | Zala                   | 1868              |                     | megdicsőült szent             | A Bagoly utca 22. szám alatti lakóház előkertjében álló, 1868-ban emelt kőfeszület mellékalakja, a kereszt szárán látható festett magasdombormű. Az álló szent papi ornátusban (reverenda, karing, mocétum, mellkereszt, birétum), baljával mellkasára szorított, korpusz nélküli kereszttel, a vértanúságot jelző pálmaág helyett virágot tartó jobbjával felső fogásban a kereszt talpán, a korpusz fölött elrévedő tekintettel. | é. sz. 46,42453°, k. h. 17,02498°46.424530°N 17.024980°E | Képgaléria |
| Ölbő                              | Vas                    | 1849 (?)          | barokk              | altbunzlaui Mária-zarándoklat | A Nepomuki Szent János-szobor posztamensének homlokoldalán, négyzetes tükörben látható, korábban színezett dombormű. A kártus bal oldalán magasodó altbunzlaui (Stará Boleslav-i) templomhoz közeledő Nepomuki János egyszerű papi ornátusban, birétum nélkül, baljában rózsafüzérrel, vándorbotra támaszkodó jobb kézzel, bal hóna alá gyűrt széles karimájú kalappal, fejét övező dicsfénnyel. | é. sz. 47,30009°, k. h. 16,85806°47.300090°N 16.858060°E | Képgaléria |
| Peresznye                         | Vas                    |                   |                     | vértanúhalál                  | A Boldogasszony-patak hídjánál álló Nepomuki Szent János-szobor posztamensének homlokoldalán a szent vértanúságának helyszínét, folyóhullámok fölött átívelő háromlyukú hidat ábrázoló dombormű látható. | é. sz. 47,42037°, k. h. 16,65654°47.420370°N 16.656540°E | Képgaléria |
| Rajka                             | Győr-Moson-Sopron      | 1764              | barokk              | gyóntatás                     | A Nepomuki Szent János-szobor posztamensének homlokoldalán a cseh királynét gyóntató Nepomuki Jánost, és a gyónás szentségét megtörő, hallgatózó apródot ábrázoló dombormű látható, alatta a Jelenések könyvére utaló latin nyelvű szókapcsolat olvasható („Sacramentum mulieris”, a. m. ’az asszony titka’, Jel 17:7). | é. sz. 47,99819°, k. h. 17,19990°47.998190°N 17.199900°E | Képgaléria |
| Sárkeresztúr                      | Fejér                  | 1788 körül        | késő barokk         | halálra készülés              | A római katolikus templomban, a karzat alatt álló, valószínűleg a templom felszentelésével egyidős, 1788 körüli gyóntatószék kupoláján, záradékán pálmaágakkal koronázott ovális keretben ezüstözött, késő barokk stílusú dombormű. A halálra készülő Nepomuki Jánost ábrázoló képen a szent papi ornátusban (reverenda, csipkeszegélyű karing, stóla, almúcium, mózestáblácskák), de hajadonfőtt, mellmagasságba emelt jobbjában nyugvó feszülettel, baljával a kereszt szárán, feje körül csillagkoszorúval, a korpuszra irányuló figyelemmel. Előtte asztalon nyitott könyv, mögötte szétnyíló baldachinfüggöny. | é. sz. 47,00656°, k. h. 18,54340°47.006560°N 18.543400°E | Képgaléria |
| Sátoraljaújhely–Károlyfalva       | Borsod-Abaúj-Zemplén   | 1795              |                     | megdicsőült szent             | A római katolikus templom harangtornyában lakó három harang legrégebbike, 1795-ben egri műhelyben öntött, korábban vészharangként használt bronzharang domborműve. A felhőfoszlányon kontraposztban álló szent papi ornátusban (reverenda, csipkeszegélyű karing, prémmocétum, kolláré, birétum), mellkasára szorított feszülettel. | é. sz. 48,36867°, k. h. 21,58509°48.368670°N 21.585090°E | Képgaléria |
| Somogyfajsz                       | Somogy                 | 2004              |                     | megdicsőült szent             | Külterületi tóparton 2004-ben emelt faszobor magasdomborműként kialakított főalakja, Berkesi Gyula alkotása. A szobor keleti oldalán, dicsfény övezte nyiladékban domborműszerűen kibontakozó szent papi ornátusban (reverenda, karing, mocétum, birétum, cipő), jobbjával mellkasára ölelt, pálmaágon fekvő, korpusz nélküli kereszttel, a keresztet tartó jobb kezén nyugvó bal kézzel, a feszület fölött elrévedő tekintettel. | é. sz. 46,50810°, k. h. 17,54853°46.508100°N 17.548530°E | Képgaléria |
| Sülysáp                           | Pest                   | 1795              | barokk              | megdicsőült szent             | A tápiósápi római katolikus templom mellett, a temető bejáratánál 1795-ben homokkőből készült, barokk stílusú Szentháromság-oszlop délnyugati oldalán látható dombormű, Nepomuki Szent János és Szent Flórián pálmaágfonatos tükörben álló párosa. A kontraposztban álló szent papi ornátusban (reverenda, csipkeszegélyű karing, mocétum, cipő), de hajadonfőtt, bal vállának döntött nagyméretű feszülettel, jobbjával a kereszt szárán. A Sőtér Éva által állíttatott szoborcsoport az 1950-es években még a művelődési ház mellett állt. | é. sz. 47,45936°, k. h. 19,50483°47.459360°N 19.504830°E | Képgaléria |
| Szeged-Kiskundorozsma             | Csongrád-Csanád        | 1811              | késő barokk         | vértanúhalál                  | A római katolikus templom kertjében 1811-ben emelt Nepomuki Szent János-szobor posztamensének homlokoldalán látható dombormű. A háromlyukú kőhídon álló három katona és öklét átkozódásra emelő közrendű polgár a folyót figyeli. A hullámsírjában fekvő szent papi ornátusban (csizma, reverenda, csipkeszegélyű karing, almúcium, mózestáblácskák, birétum), két kezével bal mellkasára szorított, korpusz nélküli kereszttel, lehunyt szemekkel látható. | é. sz. 46,27456°, k. h. 20,06265°46.274560°N 20.062650°E | Képgaléria |
| Székesfehérvár                    | Fejér                  | 1764–1767         | rokokó              | megdicsőülés                  | A ciszterci (eredetileg jezsuita) templom sekrestyéjében álló, Hyngeller János által 1764 és 1767 között faragott, rokokó stílusú tölgyfa szerszekrényen, a kehelyszekrénykék egyikének ajtaján látható faragvány. Felül a felhőgomolyagokra jobb lábával féltérdre ereszkedő szent papi ornátusban (cipő, reverenda, csipkeszegélyű karing, prémmocétum), de hajadonfőtt, jobbjával adoráló gesztussal mellkasán, a keresztet átnyújtó angyal felé nyújtott bal kézzel és ugyanabba az irányba fordított arccal. Alakját sugárkoszorú övezi, körülötte a felhőkből öt angyal és három angyalfej bontakozik ki. A keresztet átnyújtó angyal lábánál ülő puttó a titoktartás jeleként jobb kezének mutatóujját szája elé emeli, másikuk a szent felett a csillagkoszorút hozza Szent János fejére. Alatta vértanúságának helyszíne, a prágai Károly híd, előtte a jelenetet figyelemmel követő férfiak, nők és gyerekek. A nők egyike szögletes tárgyat emel a magasba (talán a szent elejtett birétumát). A sekrestye kihelyezett ismertetője szerint a jelenet a főoltárkép másolata, a figurák, elhelyezkedésük, gesztusaik és ikonográfiai jegyeik azonban eltérnek.                                                                                 | é. sz. 47,19277°, k. h. 18,40841°47.192770°N 18.408410°E | Képgaléria |
| Tarnazsadány                      | Heves                  | 1770 körül        | késő barokk         | megdicsőülés                  | A római katolikus templom 1770 körül készült szószékén, a palást középső mezőjében Nepomuki János mennybevételét ábrázoló aranyozott dombormű. A felhőgomolyagon térdelő szent papi ornátusban (reverenda, csipkeszegélyű karing, almúcium), de hajadonfőtt, baljával vállára szorított feszülettel, oldalra lendülő jobbjában birétumával, a korpuszra hajtott arccal. | é. sz. 47,67711°, k. h. 20,16095°47.677110°N 20.160950°E | Képgaléria |
| Vác                               | Pest                   | 18. század közepe | késő barokk         | altbunzlaui Mária-zarándoklat | A Nepomuki Szent Jánosnak szentelt, ma a Memento Mori Múzeum földszinti helyiségében kiállított váci kanonoki stallumok egyikének faragása. A vándorló Nepomuki János saruban, egyszerű papi ornátusban, birétum nélkül, cingulumába fűzött rózsafüzérrel, baljában vándorbottal, hátára vetett széles karimájú kalappal. | é. sz. 47,77785°, k. h. 19,12727°47.777850°N 19.127270°E | Képgaléria |
| Vác                               | Pest                   | 18. század közepe | késő barokk         | altbunzlaui Mária-zarándoklat | A Nepomuki Szent Jánosnak szentelt, ma a Memento Mori Múzeum földszinti helyiségében kiállított váci kanonoki stallumok egyikének faragása. A Mária-kegykép előtt, baldachin alatt, nemes anyaggal borított imazsámolyon térdelő szent papi ornátusban (csizma, reverenda, csipkeszegélyű karing, prémmocétum), de hajadonfőtt, baljával mellkasán adorálva figyelme a felhőkből kibontakozó Madonnára irányul, birétuma előtte hever. A felhőből egy angyalfej bontakozik ki. | é. sz. 47,77785°, k. h. 19,12727°47.777850°N 19.127270°E | Képgaléria |
| Vereb                             | Fejér                  | 1768 körül        | barokk              | vértanúhalál                  | Az 1764–1768 között épült római katolikus templom egykorú oltárépítményének fából faragott dísze, az oltármenza antependiumán, ovális kártusban látható, a szent vértanúságának, Moldvába vetésének jelenetét ábrázoló dombormű. A Moldva hídján három katona, két városi polgár és a háttérbe húzódva a jelenetet megrettenve szemlélő pap látható. A katonák és a polgárok egyike éppen a Moldvába löki a papi ornátust viselő kanonokot, aki háttal, fejjel a víz felé bucskázik át a kőmellvéden, birétuma már a víz felé zuhan, alatta öt csillagból álló koszorú látható. | é. sz. 47,31943°, k. h. 18,61955°47.319430°N 18.619550°E | Képgaléria |
| Verpelét                          | Heves                  | 18. század        | barokk              | megdicsőült szent             | A római katolikus templom kertjében álló Immaculata-szobor posztamensének északi oldalán látható dombormű. A felhőkön kontraposztban álló szent papi ornátusban (reverenda, csipkeszegélyű karing, prémmocétum, kolláré, mellkereszt, birétum, cipő), jobbjával mellkasára ölelt, pálmaágon fekvő feszülettel, baljával felső fogásban a kereszt talpán, a korpusz fölött elrévedő tekintettel. | é. sz. 47,84598°, k. h. 20,22652°47.845980°N 20.226520°E | Képgaléria |

## Nepomuki Szent János enyészettől mentes nyelvének ábrázolásai
Nepomuki Szent János egyik legfőbb patronátusa a gyónás pecsétjének, a gyónási titoknak a megőrzése, ebből fakadóan legfontosabb életszentsége a hallgatása volt, miszerint nem árulta el a cseh királynak a királyné meggyónt bűneit. A boldoggá avatási eljárás során prágai sírjának 1719-es felnyitásakor a koponyájából egy „eleven húsdarab” került elő, amelyet a jelenlévő orvosok épen megmaradt nyelveként azonosítottak. 1725-ben – immár a szentté avatási eljárás részeként – az ereklyét ismét megvizsgálták, és azt tapasztalták, hogy az megduzzadt és elszíneződött. A jelenlévők a jelenséget isteni csodának nyilvánították, és a gyónási titok megőrzésének szimbólumaként értelmezték. Egy 1972-es tudományos vizsgálat megállapította, hogy a „nyelvereklye” valójában összezsugorodott agyszövetdarab.
A nyelvcsoda, pontosabban a csodás módon megőrződött nyelv megjelent a Nepomuki Szent János-kultuszt kísérő képi ábrázolásokban. Az ereklyetartóba zárt, de főként az égben lebegő felmagasztosult nyelv gyakran jelent meg Nepomuki Szent Jánosnak dedikált oltárok oromfaragványaiként vagy kültéri Nepomuki Szent János-szobrok talapzatának domborműveként, esetleg fémből készült díszeként. Ezek magyarországi előfordulásait mutatja be az alábbi felsorolás.
| Település                           | Megye                  | Időpont                 | Stílus              | Leírás | Koordináta                                                | Fénykép    |
| ----------------------------------- | ---------------------- | ----------------------- | ------------------- | --- | --------------------------------------------------------- | ---------- |
| Alsónémedi                          | Pest                   | 18. század közepe       | késő barokk         | A római katolikus templom Nepomuki Szent János-mellékoltárán, az oltárkép fölötti orommezőben, rocaille-szalagok között a szent enyészettől mentes nyelve. | é. sz. 47,31264°, k. h. 19,16794°47.312640°N 19.167940°E  | Képgaléria |
| Andornaktálya                       | Heves                  | 18. század második fele | provinciális rokokó | A kistályai római katolikus templomban álló, a 18. század második felére keltezett, provinciális rokokó stílusú Nepomuki Szent János-mellékoltár retabulumának oromzatát díszítő, a szent sugárkoszorúval övezett romlatlan nyelvét ábrázoló provinciális faragvány, kétoldalán egy-egy álló helyzetben lebegve adoráló angyalfigurával. | é. sz. 47,85766°, k. h. 20,40793°47.857660°N 20.407930°E  | Képgaléria |
| Aranyosapáti                        | Szabolcs-Szatmár-Bereg | 18. század vége         | késő barokk         | A kopócsapáti településrészen álló Nepomuki Szent János-szobor 1801-ben épült fülkeházának oromcsúcsán, csillagkoszorúval övezett nyelvmotívum. | é. sz. 48,21359°, k. h. 22,25606°48.213590°N 22.256060°E  | Képgaléria |
| Bátaszék                            | Tolna                  | 1794                    | késő barokk         | A Szentháromság-oszlop posztamensének keleti oldalán, a prágai híd előterében a Moldva hullámain lebegő Nepomuki János holttestét ábrázoló dombormű felső részén, felhőgomolyagok mögött két angyal, figyelmük a dicsfénnyel bevont szent nyelvereklyére irányul. | é. sz. 46,18753°, k. h. 18,72513°46.187530°N 18.725130°E  | Képgaléria |
| Bicske                              | Fejér                  | 18. század közepe       | barokk              | A római katolikus templom Nepomuki Szent János-mellékoltárának oromdísze, az enyészettől mentes nyelv felhő- és sugárkoszorúban, három kerubfejjel körbevéve. | é. sz. 47,49094°, k. h. 18,63680°47.490940°N 18.636800°E  | Képgaléria |
| Búcsúszentlászló                    | Zala                   | 1794                    | barokk              | Az 1734-ben felszentelt Szent László-templom egykorú Nepomuki Szent János-mellékoltárán, a retabulum oromzatán, kerubfej fölött Nepomuki Szent János dicsfénybe és felhőkoszorúba vont, enyészettől mentes nyelve. | é. sz. 46,78989°, k. h. 16,93404°46.789890°N 16.934040°E  | Képgaléria |
| Budapest I. kerület, Krisztinaváros | Budapest               |                         | késő barokk         | Az 1797-ben felépült Havas Boldogasszony-templom Nepomuki Szent János-mellékoltárán, az oltárkép felett, a retabulum félköríves orommezejében, felhők között repülő angyalfigurák fölött Nepomuki János dicsfénybe és felhőkoszorúba vont, enyészettől mentes nyelve. | é. sz. 47,49697°, k. h. 19,03145°47.496970°N 19.031450°E  | Képgaléria |
| Celldömölk-Izsákfa                  | Vas                    | 1803 körül              | klasszicista        | Az 1803-ban felépült római katolikus templom eredeti, klasszicista stílusú főoltárán, a timpanonoromzatban a szent sugárkoszorúba és erősen stilizált sugárkévébe vont, romlatlan nyelvét ábrázoló fafaragás. Mögötte körpánton a szent legendáriumából ismert öt csillag látható. | é. sz. 47,21502°, k. h. 17,15737°47.215020°N 17.157370°E  | Képgaléria |
| Eger                                | Heves                  | 1778                    | késő barokk         | A minorita templomban, a leckeoldal második boltszakaszában báró Szepessy Sámuel költségén 1777–1778-ban épült Nepomuki Szent János-mellékoltár oromzatán, angyalfejekkel benépesített felhő- és sugárkoszorúban, háromszögbe zárva a szent enyészettől mentes nyelve látható háromágú koronába állítva, körülötte az öt csillaggal. | é. sz. 47,90212°, k. h. 20,37735°47.902120°N 20.377350°E  | Képgaléria |
| Forró                               | Borsod-Abaúj-Zemplén   | 1772                    | késő barokk         | A római katolikus templom leckeoldalán, a diadalívnél 1772-ben felállított Nepomuki Szent János-mellékoltár oromzatán a szent sugár- és felhőkoszorúba, calamint erősen stilizált sugárkévébe vont, romlatlan nyelvét ábrázoló fafaragás. | é. sz. 48,32028°, k. h. 21,08204°48.320280°N 21.082040°E  | Képgaléria |
| Gyöngyös                            | Heves                  | 1736 (?)                | barokk              | Az 1736-ban épült (a század végén átépített) Nepomuki Szent János-szoborház árkádnyílását lezáró kovácsoltvas kapurács dísze, a szent sugárkoszorúba vont, romlatlan nyelvét ábrázoló lakatosmunka. | é. sz. 47,78644°, k. h. 19,92345°47.786440°N 19.923450°E  | Képgaléria |
| Győr                                | Győr-Moson-Sopron      | 1772                    | barokk              | A római katolikus székesegyház északi mellékhajójában, az első boltszakaszban álló, 1772-ben épített mellékoltár orommezejének faragott, aranyozott dísze, Nessensohn József alkotása, Nepomuki János felhőkévébe, sugár- és angyalfejekkel benépesített felhőkoszorúba zárt, enyészettől mentes nyelve. | é. sz. 47,68917°, k. h. 17,63146°47.689170°N 17.631460°E  | Képgaléria |
| Győr                                | Győr-Moson-Sopron      | 1776 körül (?)          | barokk              | Az 1776-ban felépült nádorvárosi (volt kamilliánus) templomban, a hajó második leckeoldali oldalkápolnájában álló, copf stílusú Nepomuki Szent János-mellékoltáron, az oromzat aranyozott dísze Nepomuki János sugárkoszorúba zárt, enyészettől mentes nyelve. | é. sz. 47,67827°, k. h. 17,63221°47.678270°N 17.632210°E  | Képgaléria |
| Győrzámoly                          | Győr-Moson-Sopron      | 18. század vége         | provinciális barokk | A római katolikus templomban, a diadalív evangéliumi oldalán álló, copf stílusú Nepomuki Szent János-mellékoltár záradékán a szent felhő- és sugárkoszorúba zárt romlatlan nyelvét ábrázoló színes faragvány. | é. sz. 47,74099°, k. h. 17,57977°47.740990°N 17.579770°E  | Képgaléria |
| Hajós                               | Bács-Kiskun            | 18. század közepe       | barokk              | A római katolikus templom előtt álló Nepomuki Szent János-szobor posztamensének homlokoldalán a szent dicsfénybe vont, felhők közt, ereklyetartóban lebegő nyelvereklyéjét ábrázoló dombormű. | é. sz. 46,39955°, k. h. 19,11340°46.399550°N 19.113400°E  | Képgaléria |
| Hejőkürt                            | Borsod-Abaúj-Zemplén   | 19. század eleje        | barokk              | A római katolikus templom főoltárán, az oltárkép felső részének aranyozott fafaragványa, Nepomuki Szent János sugárkévébe vont, dicsfénnyel övezett szent nyelvereklyéje. A nyelvet a szent legendáriumából ismert öt csillag veszi körbe. | é. sz. 47,85694°, k. h. 20,99405°47.856940°N 20.994050°E  | Képgaléria |
| Ipolydamásd                         | Pest                   | 1806                    | provinciális barokk | A Nepomuki Szent János-szobor posztamensének homlokoldalán a szent dicsfénybe vont nyelvereklyéjének domborműves ábrázolása. | é. sz. 47,83826°, k. h. 18,83158°47.838260°N 18.831580°E  | Képgaléria |
| Jászárokszállás                     | Jász-Nagykun-Szolnok   | 18. század fordulója    | késő barokk         | A római katolikus Szentháromság-templomban, a diadalív leckeoldalán elhelyezett klasszicizáló késő barokk Nepomuki Szent János-mellékoltár aranyozott faragványdísze, a tojássoros pálcataggal díszített zárópárkány fölötti háromszög alakú timpanonoromzatban Nepomuki János enyészettől mentes nyelve. A nyelvcsúccsal felfelé lebegő szent nyelvet öt csillag övezi, de ezek nem a szokásos sugárkévében vagy nimbuszban helyezkednek el, hanem egy farkába harapó kígyó veszi körbe őket. A nyelv mögül sugárkoszorú tör minden irányba.                                                                         | é. sz. 47,64363°, k. h. 19,98109°47.643630°N 19.981090°E  | Képgaléria |
| Jászárokszállás                     | Jász-Nagykun-Szolnok   |                         |                     | A mellékoltárban őrzött Nepomuki Szent János-osztenzórium szentségházán, a lunula fölött Nepomuki János sugárkoszorúba vont, égben lebegő romlatlan nyelvének ábrázolása látható. | é. sz. 47,64363°, k. h. 19,98109°47.643630°N 19.981090°E  | Képgaléria |
| Káloz                               | Fejér                  | 18. század vége         | késő barokk         | A 18. század végén copf stílusban épült Nepomuki Szent János-mellékoltár oromzatán, egymásba futó volutaszalagoknál felhőtorony, ennek felső részén felhő- és sugárkoszorúban Nepomuki János enyészettől mentes nyelvének ábrázolása, két angyalfejjel kísérve. | é. sz. 46,95492°, k. h. 18,48242°46.954920°N 18.482420°E  | Képgaléria |
| Ludas                               | Heves                  | 1781                    | barokk              | A római katolikus templom kertjében álló Nepomuki Szent János-szobor posztamensének orommezejében a sugárkévébe vont szent nyelvereklyét ábrázoló dombormű, a plinthosz alatt stilizált háromlyukú híd látható. | é. sz. 47,73498°, k. h. 20,09148°47.734980°N 20.091480°E1 | Képgaléria |
| Magyarkeszi                         | Tolna                  | 1804                    | barokk              | A római katolikus templom mellett álló Nepomuki Szent János-szobor posztamensének homlokoldalán, timpanonos orommezőben a szent dicsfénybe vont nyelvereklyéje. | é. sz. 46,74870°, k. h. 18,22552°46.748700°N 18.225520°E  | Képgaléria |
| Mátraszőlős                         | Nógrád                 | 18. század vége         | barokk              | A Nepomuki Szent János-szobor posztamensének homlokoldalán a szent sugárkévébe vont nyelvereklyéje. | é. sz. 47,96021°, k. h. 19,68687°47.960210°N 19.686870°E  | Képgaléria |
| Mezőkövesd                          | Borsod-Abaúj-Zemplén   | 18. század vége         | barokk              | A római katolikus ótemplomban, a diadalív evangéliumi oldalán álló, feltehetően a 18. század végén épült, késő barokk stílusú Nepomuki Szent János-mellékoltár oromdísze a sugárkoszorúval övezett, háromszög alakú nimbuszba zárt, koronába állított romlatlan nyelv. | é. sz. 47,81204°, k. h. 20,57401°47.812040°N 20.574010°E  | Képgaléria |
| Miskolc                             | Borsod-Abaúj-Zemplén   | 18. század közepe       | barokk              | A diósgyőri római katolikus Szűz Mária neve templomban, a hajó evangéliumi oldalán, a második boltszakaszban álló rokokó Nepomuki Szent János-mellékoltár aranyozott oromzati faragványa. A 18. század közepi berendezés más részeivel együtt az oltár is a diósgyőri pálos faragóműhely munkája. Az oltár oromzatán, baldachin alatt, széthúzott baldachinfüggönyök között az égben lebegő romlatlan nyelv látható, mögötte kagylóhéj, körülötte öt csillaggal övezett nimbusz és sugárkoszorú. A nyelvcsúcson a Nepomuki Szent János sírjának 1719-es visitatiója során az orvosok által tett bemetszés is látható. | é. sz. 48,10144°, k. h. 20,68594°48.101440°N 20.685940°E  | Képgaléria |
| Mónosbél                            | Heves                  |                         |                     | A római katolikus templom oltárán, az oltárkép felső részének aranyozott fafaragványa, Nepomuki Szent János sugárkévébe vont, dicsfénnyel övezett szent nyelvereklyéje. | é. sz. 46,53326°, k. h. 20,16304°46.533260°N 20.163040°E  | Képgaléria |
| Monostorapáti                       | Veszprém               | 1760 körül              | barokk              | Az 1759-ben felszentelt római katolikus templom főoltárának, a retabulum oromzatának festett-aranyozott faragványa, Nepomuki Szent János dicsfénnyel övezett, a szokásos sugárkéve helyett ovális fehér mezőbe helyezett nyelvereklyéje. Fölötte ötágú korona, alul felhőpászmákból pálmaágkötegek és négy angyalfej bontakozik ki. Egy repülő gyermekangyal a gyónási titokra utalva bal kezének mutatóujját szája elé tartja, jobbjával a nyelvereklyére mutat. | é. sz. 46,92489°, k. h. 17,55394°46.924890°N 17.553940°E  | Képgaléria |
| Mosonmagyaróvár                     | Győr-Moson-Sopron      | 1744                    | barokk              | A magyaróvári római katolikus templomban, a karzat alatti déli oldalkápolnában álló, a 18. században rokokó stílusban készült Nepomuki Szent János-oltár oromcsúcsán, rocaille-szegélyes körben az aranyozott sugárkévébe vont, színezett nyelvereklye látható. | é. sz. 47,87716°, k. h. 17,27089°47.877160°N 17.270890°E  | Képgaléria |
| Oroszlány-Majkpuszta                | Komárom-Esztergom      | 18. század közepe       |                     | A majkpusztai kamalduli remeteségben a 18. század közepén készült, poliondíszekkel kitöltött díszes, aranyozott fakeretben az enyészettől mentes nyelv viasznyomata, ereklyeutánzatos kegytárgy. Ma az egykori konventépület földszintjén berendezett kápolna falán függ, a Hartvig-cellaházból idekerült Nepomuki Szent János-oltár mellett. | é. sz. 47,49766°, k. h. 18,33833°47.497660°N 18.338330°E  | Képgaléria |
| Oroszlány-Majkpuszta                | Komárom-Esztergom      | 18. század második fele |                     | A majkpusztai kamalduli remeteségben a 18. század második felében készült, oltárdísznek szánt, poliondíszekkel, viaszmedalionokkal és festett képekkel ékített ereklyeutánzatos kegytárgyakban az enyészettől mentes nyelv, illetve Nepomuki János vera effigies képmásának viasznyomatai. A szerzetesrend feloszlatása után a kecskédi római katolikus templomba kerültek, ahol a főoltárnál, fali konzolokon helyezték el őket. | é. sz. 47,52429°, k. h. 18,30974°47.524290°N 18.309740°E  | Képgaléria |
| Sásd                                | Baranya                | 18. század              | barokk              | A római katolikus templom bal oldali (eredetileg Borromei Szent Károly-)mellékoltárán, a retabulum felső részén elhelyezett dombormű. A szent felhővel borított, sugárkoszorúba vont romlatlan nyelvereklyéje alatt egy pálmaág látható. | é. sz. 46,25245°, k. h. 18,11184°46.252450°N 18.111840°E  |            |
| Sopron                              | Győr-Moson-Sopron      | 1764                    | barokk              | Az 1764-ben a Tűztorony mellett felépített, majd 1899-ben az alsólővéreki városrészen újraépített Nepomuki Szent János-kápolna laternáját díszítő csúcsdísz, a szent sugárkoszorúba vont romlatlan nyelvét ábrázoló lakatosmunka. Alatta a legendáriumból ismert öt csillag díszíti a laterna süvegét. | é. sz. 47,67021°, k. h. 16,58210°47.670210°N 16.582100°E  | Képgaléria |
| Sümeg                               | Veszprém               | 18. század második fele | barokk              | A 18. század második felében a ferences templomban állított Nepomuki Szent János-mellékoltár retabulumának oromzatán, felhő- és angyalkoszorúban, pálmaággal és liliommal a szent enyészettől mentes nyelvének ábrázolása. | é. sz. 46,98036°, k. h. 17,28248°46.980360°N 17.282480°E  | Képgaléria |
| Székesfehérvár                      | Fejér                  | 1751                    | barokk              | A ciszterci (eredetileg jezsuita) templom főhomlokzati kapujának szemöldökköve és szemöldökpárkánya között elhelyezett, rocaille-motívumokkal és pálmaágakkal szegélyezett címerpajzs domborműve. A szent sugárkoszorúba vont romlatlan nyelvereklyéje alatt latin felirat örökíti meg Nepomuki Szent János jelmondatát: QUONIAM TACUI (’amiért hallgattam’), alatta utalás a Zsolt 3,1-re. | é. sz. 47,19262°, k. h. 18,40892°47.192620°N 18.408920°E  | Képgaléria |
| Székesfehérvár                      | Fejér                  | 1749 körül              | barokk              | A cisztercita templom főoltárán, a sztipesz előlapján látható aranyozott fa dombormű. Pálmaágpárral szegélyezett rocaille-mintás kartusban a felhő- és sugárkoszorúba vont romlatlan nyelv ábrázolása, a kartus záradékán ötágú koronával. | é. sz. 47,19265°, k. h. 18,40842°47.192650°N 18.408420°E  | Képgaléria |
| Tatabánya                           | Komárom-Esztergom      | 18. század közepe       | barokk              | A majkpusztai kamalduli kolostor templomába a 18. század közepén készült, majd a szerzetesrend feloszlatása után a bánhidai templomba került, barokk stílusú szószék ajtajának domborműve, Nepomuki Szent János sugár- és csillagkoszorúval, angyalfejekkel benépesített felhőkoszorúval övezett enyészettől mentes nyelve. | é. sz. 47,57546°, k. h. 18,38326°47.575460°N 18.383260°E  | Képgaléria |
| Tiszaigar                           | Jász-Nagykun-Szolnok   |                         |                     | A római katolikus templom főoltárán, az oltárkép felső részének aranyozott fafaragványa, Nepomuki Szent János sugárkévébe vont, dicsfénnyel övezett szent nyelvereklyéje. | é. sz. 47,53425°, k. h. 20,79687°47.534250°N 20.796870°E  | Képgaléria |
| Tiszakécske                         | Bács-Kiskun            | 1830 körül              |                     | A római katolikus templom evangéliumi oldalán álló Nepomuki Szent János-mellékoltár oromzatának festett-aranyozott faragványa, Nepomuki Szent János felhőkoszorúba és sugárkévébe vont, dicsfénnyel övezett szent nyelve. | é. sz. 46,93173°, k. h. 20,09506°46.931730°N 20.095060°E  | Képgaléria |
| Verpelét                            | Heves                  | 18. század vége         | késő barokk         | A római katolikus templomban, a diadalív jobboldalán álló Nepomuki Szent János-mellékoltár oromdísze, festett-aranyozott faragványa, Nepomuki Szent János felhő- és sugárkoszorúba vont nyelve. | é. sz. 47,84581°, k. h. 20,22669°47.845810°N 20.226690°E  | Képgaléria |
| Zsámbok                             | Pest                   | 1835                    | klasszicista        | A római katolikus templomban, a hajó evangéliumi oldalán a szentélyhez közel elhelyezett Nepomuki Szent János-mellékoltár retabulumának orommezejében látható dombormű, Nepomuki János enyészettől mentes, sugárkévébe és felhőkoszorúba vont nyelvének ábrázolása. | é. sz. 47,54339°, k. h. 19,60651°47.543390°N 19.606510°E  | Képgaléria |

## Lásd még
- Nepomuki Szent János a művészetben